# Hexishui
Hexishui (kinesiska: 河溪水, 河溪水乡) är en socken i Kina. Den ligger i provinsen Hunan, i den södra delen av landet, omkring 74 kilometer väster om provinshuvudstaden Changsha.
Genomsnittlig årsnederbörd är 1 732 millimeter. Den regnigaste månaden är maj, med i genomsnitt 322 mm nederbörd, och den torraste är december, med 52 mm nederbörd.